# نيشان إسكندر بك (1925–45)
نيشان إسكندر بك (1925–45) (بالألبانية: Urdhëri i Skënderbeut)‏ أو نيشان إسكندر بك هو جائزة تمنحها دولة ألبانيا.
تحافظ العائلة الملكية الألبانية حاليًا على نيشان إسكندر بك بصفته وسام سلالة، والذي لم يُمنح إلا لعدد مختار من الأشخاص منذ سقوط النظام الملكي في عام 1939. لا ينبغي الخلط بين هذا النيشان ووسام بنفس الاسم يقدمه حاليًا رئيس جمهورية ألبانيا.

## تاريخ النيشان
جرى وضع النيشان من قبل رئيس ألبانيا أحمد زوغو في 12 ديسمبر 1925. تم تكريس النيشان للبطل القومي لألبانيا، زعيم الانتفاضة الألبانية المناهضة للعثمانيين إسكندر بك. جرى تقسيم النيشان في الأصل في أربع فئات: فارس الصليب الأعظم، والضابط الأعلى، الفارس، والقائد.
بعد احتلال ألبانيا في أبريل 1939، قرر ملك إيطاليا، فيكتور إيمانويل الثالث، الاحتفاظ بالنيشان الألباني وإرفاقه بالأوسمة الإيطالية، مع تغيير مظهر الشارة، وفي عام 1940، أضاف رتبة الضباط..
بعد نهاية الحرب العالمية الثانية ومع وصول النظام الشيوعي برئاسة أنور خوجة إلى السلطة في ألبانيا، تم الإبقاء على نيشان إسكندر بك في نظام الجوائز الجديد للدولة، إلا أنه خضع لتغييرات في المظهر وخفض عدد فئاته إلى ثلاثة.
بعد سقوط النظام الشيوعي في ألبانيا عام 1996، أعيد تأسيس نيشان إسكندر بك في فئة واحدة تحت اسم وسام جورج كاستريوتي إسكندر بك.

## الفئات
يضم النيشان على خمس فئات، بالإضافة إلى سلسلة ترتيب، ويمنح لرؤساء الدول:
- نيشان على شكل طوق
- الصليب الأعظم: نيشان على حزام الكتف به نجمة ثمانية الرؤوس ويوضع على الجانب الأيسر من الصدر.
- الضابط الأعلى - نيشان على رباط العنق ويتكون من نجمة ذات ثمانية رؤوس ويوضع على الجانب الأيسر من الصدر (منذ عام 1939 - شارة خاصة على الجانب الأيمن من الصندوق).
- القائد - نيشان على شريط ويوضع حول العنق
- ضابط (منذ عام 1939) - نيشان على حزام الصدر بشارة خاصة ويوضع على الجانب الأيمن من الصدر.
- فارس - نيشان يوضع على حزام الصدر.

|      |      |      |           |                    |
| فارس | ضابط | قائد | ضابط أعلى | فارس الصليب الأعظم |

## الشارة

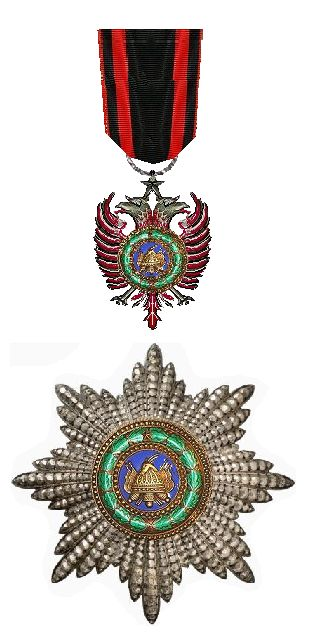
نيشان بنجمة من النوع 1

### النوع الأول (1925-1939)

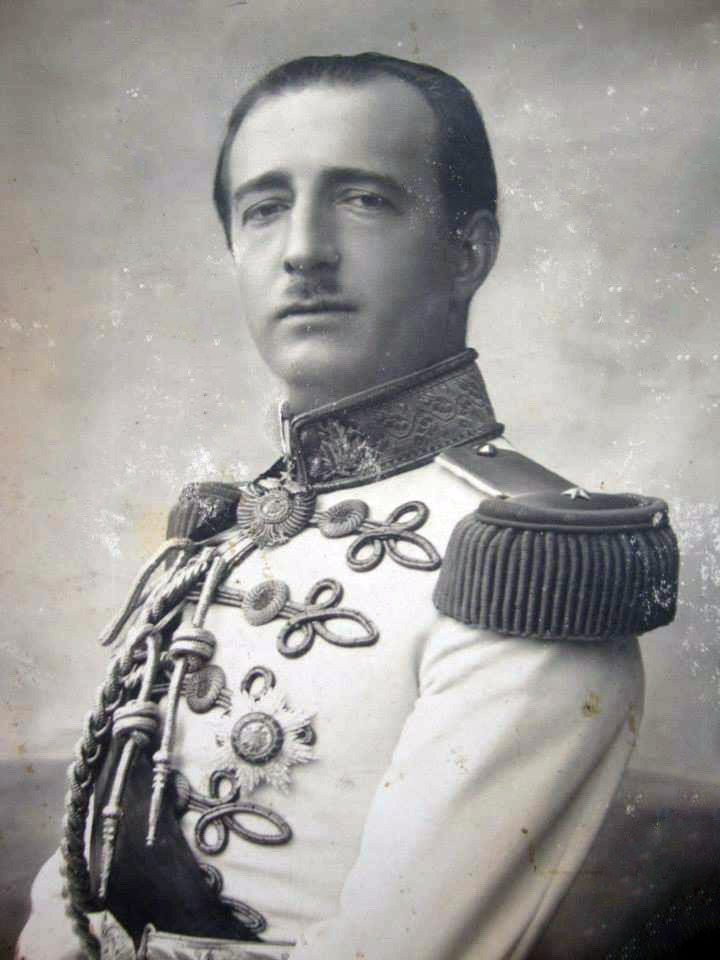
أحمد زوغو وحول عنقه سلسلة من نيشان إسكندر بك ممتدة على صدره

يأتي النيشان على شكل نسر ذهبي منحوت برأسين مغطى بالمينا الحمراء؛ ونجمة خماسية الأوجه متصلة برؤوس النسر، حيث يتم تعليق الشارة على شريط أو سلسلة. يوجد في وسط النسر ميدالية مستديرة من المينا الزرقاء بإطار ذهبي. يوجد في الميدالية صورة ذهبية لخوذة إسكندر بك. على الجوانب توجد فروع من المينا الخضراء.
نجمة النيشان فضية ذات ثمانية رؤوس، تتكون من العديد من الأشكال الشبيهة بالأشعة المدببة ذات الأحجام المختلفة. في وسط النجمة ميدالية مستديرة، مثلها مثل الموجودة على الشارة.
شريط النيشان أسود مع خطوط حمراء رفيعة على طول الحواف وخطوط حمراء أرفع على الحافة.

### النوع الثاني (1939-1946)
يأتي النيشان على شكل نسر ذهبي منحوت برأسين مغطى بالمينا الحمراء؛ ونجمة خماسية الأوجه متصلة برؤوس النسر، حيث يتم تعليق النيشان على شريط أو سلسلة. في وسط النسر ميدالية ذهبية مستديرة ذات إطار. يوجد في الرصيعة صورة نسر مزدوج الرأس مطلي بالمينا الحمراء. على الحدود في الأعلى يوجد نقش FERT ("Fortitudo Eius Republicam Tenet" - «قوته تحمي الدولة»)، متراكب على «عقدة سافوي»، وفي الجزء السفلي يوجد لفافتان متقاطعتان.
نجمة النيشان من فئة فارس الصليب الأعظم مذهبة بثمانية رؤوس، تتكون من العديد من الأشكال الشبيهة بالأشعة المدببة ذات الأحجام المختلفة، والمغطاة بأوجه ماسية. في وسط النجمة ميدالية مستديرة، مثلها مثل الموجودة على الشارة.
النيشان الخاص بفئة الضابط الأعلى وفئة الضابط هي نجمة مسطحة خماسية الأضلاع مطلية بالمينا البيضاء مع ميدالية مستديرة مع حد في الوسط. يوجد في الرصيعة، على خلفية ذهبية، صورة لنسر برأسين مطلي بالمينا الأحمر. يوجد نمط هندسي على الحدود. النجمة متراكبة على حلقة، في أعلاها نقش FERT («قوته تحمي الدولة») مركب على عقدة سافوي، وفي الجزء السفلي يوجد اثنان من اللفافات المتقاطعة. خلف النجم، متجاوزًا إكليل الغار، يوجد سيمان ذهبيان متقاطعتان فيما بينهما. تتوج الشارة بخوذة ذهبية من إسكندر بك على خلفية أربعة لافتات.
شريط النيشان أسود مع خطوط حمراء رفيعة على طول الحواف وخطوط حمراء أرفع على الحافة.
في وقت لاحق في هذه الفترة، جرت إعادة خوذة إسكندر بك إلى الميدالية المركزية.

### النوع الثالث (1946-1992)
نيشان الدرجة الأولى عبارة عن نجمة ذهبية خماسية من المينا الحمراء مع حافة ذهبية، مثبتة على إكليل من الغار الذهبي وقاعدة خماسية، تتكون من العديد من الأشكال الشبيهة بالأشعة. في وسط النجمة توجد ميدالية فضية مستديرة عليها صورة تمثال نصفي لإسكندر بك.
يشبه نيشان الدرجة الثانية والأولى، ولكنها مصنوعة من الفضة مع إكليل الغار المذهّب.
نيشان الدرجة الثالثة مصنوع بالكامل من الفضة وبدون مينا.
تتكون أحزمة النيشان من نسيج الحرير مع خطوط زرقاء: واحد للفئة الأولى، واثنان للثانية، وثلاثة للثالثة.
| اختلاف زينة النياشين | اختلاف زينة النياشين | اختلاف زينة النياشين |
| -------------------- | -------------------- | -------------------- |
|                      |                      |                      |
| الفئة الأولى         | الفئة الثانية        | الفئة الثالثة        |

### النوع الرابع (1996-)
يتخذ النيشان شكل نجمتين خماسيتين متراكبتين على بعضها البعض - المينا العلوي، المقلوب، الذهبي، والسفلي الأبيض مع كرات في النهايات. يوجد في وسط الشارة درع ذهبي ذو إطار مزدوج: مينا أحمر - خارجي، ومينا أسود - داخلي. يوجد في الدرع صورة ملف تعريف تمثال نصفي لسكاندربيغ. يوجد على النجوم إكليل من خشب البلوط من المينا الخضراء مع بلوط مرئي من المينا الحمراء ومتشابك من الأسفل بشريطين من المينا الأحمر والأسود بالعرض. توجت العلامة بخوذة إسكندر بك.

## الحاصلون على النيشان
- جوليان أمري (جراند كوردون)
- الجنرال جمال أرانيتاسي، القائد العام السابق للجيش الملكي الألباني
- محرم باجركتاري (جراند كوردون)
- هيرمان برنشتاين 1933
- ميزسلاو سيغان (قائد)
- تشارلز تيلفورد إريكسون، 1931
- ديميتري، بطريرك صربيا [7]
- النقيب فقيري العشاء (ضابط)
- رؤوف فيكو (ضابط)
- مهدي فراشوري (جراند كوردون)
- كوستاك كوتا (جراند كوردون)
- أباز كوبي (جراند كوردون)
- ليكا، ولي عهد ألبانيا (ولي العهد)
- أكرم ليبوهوفا (جراند كوردون)
- جوستاف فون ميرداكز (جراند كوردون)
- برينك بيرفيزي (ضابط)
- روجر بيرفيت (نايت)، 1939، آخر وسام منحه الملك زوغ
- ألفريد رابابورت فون أربينجاو (جراند كوردون)
- ديفيد سمايلي (جراند كوردون)
- كافو بيج أولكيني (نايت)
- فيكتور عمانويل الثالث ملك إيطاليا
- إلياز فريوني (جراند كوردون)

## روابط خارجية
- وسام فترة المملكة على موقع «من أجل الاستحقاق»
- ترتيب فترة الجمهورية الشعبية على موقع "من أجل الاستحقاق"
- وسام فترة المملكة على موقع جوائز السلام
- الجيش الألباني. ترتيب سكاندربج
- الجوائز الألبانية في أموال المتحف
- مملكة ألبانيا: وسام سكاندربج
- جمهورية ألبانيا الشعبية: وسام سكاندربج
- جمهورية ألبانيا: وسام سكاندربيغ
- موقعك للأوامر العالمية والميداليات

1. ↑  وصلة مرجع: https://albanianroyalcourt.al/royal-orders-of-the-house-of-zogu/.
2. ↑  Filip (2010). Dekorimet nga Princ Vidi deri sot. Tiranë: Onufri. ISBN:978-99943-42-80-8. OCLC:707887180. مؤرشف من الأصل في 2022-03-26.
3. ↑  "Order of Skanderbeg (1925–45) and similar orders | Frankensaurus.com". frankensaurus.com (بالإنجليزية). Archived from the original on 2021-12-24. Retrieved 2021-12-24.
4. ↑  Artan (2010-). Medaljet shqiptare : 1914-2002 = Albanian medals : 1914-2002. Tiranë: Botimet Toena. ISBN:978-99943-1-588-8. OCLC:639952228. مؤرشف من الأصل في 2021-12-27. {{استشهاد بكتاب}}: تحقق من التاريخ في: |تاريخ= (مساعدة)
5. ↑  "Albania, Italian Occupation. An Order of Skanderbeg, V Class, Knight, c.1941". www.emedals.com. مؤرشف من الأصل في 2021-12-24. اطلع عليه بتاريخ 2021-12-24.
6. ↑  "Order of Skanderbeg - Knowledia News". news.knowledia.com. مؤرشف من الأصل في 2021-12-24. اطلع عليه بتاريخ 2021-12-24.
7. ↑  Acović، Dragomir (2012). Slava i čast: Odlikovanja među Srbima, Srbi među odlikovanjima. Belgrade: Službeni Glasnik. ص. 343.